# Paul Daley
Paul Anthony Daley (Londres, 21 de fevereiro de 1983) é um lutador britânico de artes marciais mistas e kickboxing, que atualmente compete no Peso Meio Médio do Bellator MMA. Profissional desde 2003, Daley já competiu no UFC, Cage Rage Championships, Final Fight Championship, Strikeforce, EliteXC, ShoXC, BAMMA, Cage Warriors, Cage Contender, Shark Fights, Pancrase e Impact FC. Daley é ex-Campeão Meio Médio do Cage Rage Mundial e Britânico.

## Background
Nascido e crescido na Inglaterra com parentes do Caribe, Daley começou a treinar caratê com oito anos, antes de se mudar para o muay thai. Também ex-membro das forças armadas, Daley era um motorista reconhecido da cavalaria doméstica do exército britânico. Aos 18, Daley começou a treinar artes marciais mistas.

## Carreira no MMA

### Começo da carreira
Daley fez sua estreia profissional em 2003 e acumulou um recorde (2-2) antes de assinar com a promoção Cage Rage.

### Cage Rage
Depois de conquistar uma vitória por nocaute técnico sobre Jess Liaudin, Daley lutou pelo Título Meio Médio do Cage Warriors contra Abdul Mohamed. A luta terminou em um empate após cinco rounds. Daley em seguida enfrentou o veterano Paul Jenkins no Cage Rage 11 pelo Título Meio Médio Britânico do Cage Rage, uma revanche da luta deles no Cage Warriors 8 na qual terminou com vitória por nocaute de Daley. Os dois empataram.
Daley então conseguiu um recorde de 10-4-2 e e vinha de uma vitória sobre o veterano do UFC Dave Strasser antes de receber outra chance pelo Título Meio Médio Britânico do Cage Rage contra Ross Mason. Daley venceu por decisão majoritária, se tornando o novo Campeão Meio Médio Britânico do Cage Rage.
Após defender seu título duas vezes e conseguiu uma vitória sobre Duane Ludwig no Strikeforce: Shamrock vs. Baroni, Daley foi colocado para fazer sua terceira defesa de título na unificação contra o Campeão Meio Médio Mundial do Cage Rage Mark Weir no Cage Rage 23. Daley venceu por nocaute no segundo round, então, mantendo ambos os títulos. Após mais duas vitórias nas promoções do ShoXC e Cage Warriors, Daley enfrentou Jake Shields no EliteXC: Heat pelo Título Meio Médio do EliteXC. Daley perdeu por finalização com chave de braço do segundo round, acabando com sua sequência de seis vitórias. Daley então manteve um recorde de 3-1 em suas quatro seguintes lutas com duas aparições no MFC no Canadá.
Daley era esperado para enfrentar Jay Hieron no Affliction: Trilogy, mas a luta foi cancelada devido à falência do Affliction Entertainment.

### Ultimate Fighting Championship
Ele depois assinou um contrato de quatro lutas com o UFC, seguido do colapso do Affliction. A primeira luta de Daley era esperada para acontecer no card preliminar no UFC 103 contra Brian Foster, que iria ao ar na ESPN Britânica, antes do card principal. Porém, em 4 de Setembro, foi anunciado que Paul Daley havia aceito de substituir Mike Swick, que havia sofrido uma lesão nos treinos e estava incapaz de lutar contra Martin Kampmann no UFC 103.
Em sua estreia no UFC, Daley teve uma performance agressiva, derrotando Kampmann por nocaute técnico com uma enxurrada de socos.
Daley era esperado para enfrentar Carlos Condit em 2 de Janeiro de 2010 no UFC 108. No entanto, Condit teve que se retirar do card devido a um sério corte na mão. Ele foi substituído por Dustin Hazelett.
Após falhar ao tentar bater o peso de 170 lb para a luta contra Hazelett, Daley foi finado com 10% de sua bolsa. A luta foi realizada em um peso casado de 172 lbs. No começo da luta, Daley derrubou Hazelett com um soco de esquerda, então seguindo com socos no chão até nocautear Hazelett.

#### Top dos Meio Médios
No UFC 113, em 8 de Maio de 2010, Daley foi colocado para enfrentar Josh Koscheck, com o vencedor sendo colocado ser o próximo desafiante de Georges St-Pierre pelo Cinturão Meio Médio do UFC e a oportunidade de treinar com St-Pierre o The Ultimate Fighter 12.
Koscheck controlou todos os três rounds, mantendo a luta no chão e neutralizado a trocação de Daley. Após o fim do terceiro e último round, Daley acertou Koscheck no rosto com um soco de esquerda. O árbitro Dan Miragliotta interrompeu Daley e o colocou contra a grade para dominá-lo. Em uma entrevista no final do evento, o presidente do UFC Dana White anunciou que baniria Daley do UFC pelo resto da vida. White disse, "Não tem desculpa para isso. Esses caras são atletas profissionais. Você não golpeia alguém após tocar o sino como ele fez, esteja você frustrado ou não." Ele acrescentou, "Eu não ligo se ele der show em suas lutas e se tornar o melhor e todo mundo pensar que ele é o melhor pound-for-pound no mundo, ele nunca mais lutará no UFC." White também disse que quando ele falou com Daley após a luta, ele negou ter batido em Koscheck.
Daley pediu desculpa por seus atos após voltar ao Reino Unido, dizendo que Koscheck havia provocado-o empurrando-o na grade, mas isso não "há desculpa" para uma "decisão precipitada." Ele foi suspendido por 30 dias pela Comissão Atlética de Quebec.

### BAMMA
Daley era esperado para enfrentar Yuya Shirai pelo Titulo Meio Médio do BAMMA, mas não alcançou o limite de 170-pounds para a luta pelo título. Os dois continuaram na luta principal, mas se tornou uma luta não válida pelo título. Daley derrubou Shirai imediatamente com um jab, que foi seu primeiro golpe na luta, e depois o derrubou novamente com um uppercut e gancho de esquerda antes de finalizar a luta no ground and pound.

### Strikeforce
Após sua vitória sobre Jorge Masvidal, Daley assinou um contrato de várias lutas com o Strikeforce e fez sua estreia promocional contra Scott Smith em 4 de Dezembro de 2010 no Strikeforce: Henderson vs. Babalu II. Smith andou para frente e Daley conectou um soco de esquerda, mandando Smith inconsciente para o chão aos 2:09 do primeiro. Na entrevista pós-luta, ele pediu pelo peso leve K.J. Noons.
Após sua vitória sobre Scott Smith, Daley recebeu sua chance pelo título contra Nick Diaz.
Daley enfrentou Nick Diaz em 9 de Abril de 2011 no Strikeforce: Diaz vs. Daley e perdeu. Daley derrubou Diaz duas vezes no primeiro round da luta de cinco rounds. Daley então caiu no chão após uma rápida trocação, com o árbitro interrompendo a luta há três segundos do fim do primeiro round, fazendo Daley ser parado por golpes pela primeira vez.
Após 3 meses parado, Daley era esperado para enfrentar Evangelista Santos no Strikeforce: Fedor vs. Henderson, mas Santos foi forçado a se retirar da luta com uma lesão no ombro e foi substituído por Tyron Woodley. O vencedor da luta era esperado para lutar pelo Título Meio Médio Vago do Strikeforce contra um lutador ainda a se definir.  Ele perdeu a luta por decisão unânime, com os três jurados marcando 29-28 a favor de Woodley.
Daley lutou contra Kazuo Misaki no Strikeforce: Tate vs. Rousey. Ele perdeu a luta por decisão dividida.
Após alguns meses, Daley pediu para ser liberado de seu contrato com o Strikeforce, citando que muitas lutas consecutivas era a razão de seu pedido.

### Promoções Independentes
Ele derrotou Daniel Acacio em um evento do Impact Fighting Championships em Sydney, Austrália. Falando após a vitória, Daley revelou que esperava assinar com o Strikeforce ou DREAM "em breve."
Ele então enfrentou Jorge Masvidal no Shark Fights 13: Jardine vs. Prangley em Setembro de 2010, e venceu por decisão unânime. Antes da luta, ele pesou três quartos de um pound acima e foi forçado a ceder 15% de sua bolsa.
Daley era em seguida esperado para lutar duas vezes em cinco semanas. A primeira luta foi contra o veterano do UFC Jordan Radev no BAMMA 7, e a segunda luta foi contra o veterano do UFC e MFC Luigi Fioravanti no Ringside MMA 12 - Daley vs. Fioravanti. Daley venceu ambas por decisão unânime.
Daley faria uma luta de kickboxing no UCMMA 26 contra Luke Sines pelo Título Meio Médio do UK1, porém, devido a razões contratuais, Daley teve que se retirar da luta por causa de problemas com seu contrato com o Strikeforce.

### Bellator MMA
Em 15 de Junho, apenas uma semana após ser liberado de seu contrato com o Strikeforce, Daley assinou com o Bellator Fighting Championships. Daley teve uma estreia com sucesso no Bellator 72 contra Rudy Bears em uma luta de meio médios, derrotando-o por nocaute técnico no primeiro round.
Daley era esperado para lutar no Bellator 79 em Rama, Ontario, Canadá em 2 de Novembro contra Kyle Baker, mas a luta não se materializou.
Daley foi selecionado em uma votação dos fãs para enfrentar War Machine em sua primeira luta no Bellator a ser exibida na Spike TV, porém uma lesão forçou seu adversário a se retirar do futuro Torneio de Meio Médios. Então, Daley foi removido do torneio após ser impedido de entrar nos EUA por ser preso em dezembro devido a uma briga de bar na Inglaterra. Ele enfrentaria até dois anos de prisão se fosse condenado. Daley depois disse que as acusações haviam sido jogadas fora por falta de provas, liberando-o para ter o vito para competir na Nona Temporada do Bellator.
Em 25 de julho o Bellator anunciou que Daley havia sido demitido da organização devido a problemas legais em curso. Os funcionários do Bellator descobriram que as acusações da briga de bar não haviam sido deixadas de lado por inteiro. Na verdade, Daley declarou-se culpado de uma acusação de assalto e duas acusações de obstruir um escritório. A natureza violenta do incidente, combinada com a perspectiva de problemas com o visto continuaram já que que agora ele era um criminoso condenado, fez os funcionários do Bellator decidirem cortar laços com Daley.

### Retorno ao BAMMA
Em 6 de Agosto de 2013, foi reportado que Daley havia assinado um contrato de 3 lutas, 12 meses com o BAMMA. Sua primeira luta de volta a promoção britânica foi contra Romario Manoel da Silva no BAMMA 14 em 14 de Dezembro. Ele derrotou da Silva por nocaute aos 1:42 do segundo round, após dominar o primeiro.
Ele venceu Alexander Surjko por nocaute técnico no Legend 3: Pour Homme em Milão, Itália em 5 de Abril de 2014, derrubando o russo três vezes no terceiro round e forçando o árbitro Joop Ubeda a interromper a luta.
No BAMMA 16, Daley ferrotou Marinho Moreira da Rocha por nocaute em 13 de Setembro de 2014.
Daley enfrentou Mohammad Ghaedibardeh no K-1 World MAX 2014 World Championship Tournament Final em Pattaya, Tailândia em 11 de Outubro de 2014.

### Retorno ao Bellator
Em 21 de Julho de 2014, o Bellator MMA anunciou que haviam assinado contratos com Paul Daley e Melvin Manhoef.
Daley era esperado para desafiar Douglas Lima pelo Cinturão Meio Médio do Bellator em 27 de Fevereiro de 2015 no Bellator 134. Porém, Lima teve que se retirar da luta com uma lesão. Daley permaneceu e enfrentou André Santos. Ele venceu a luta por decisão unânime.
Daley em seguida enfrentou Dennis Olson em 17 de Julho de 2015 no Bellator 140. Ele venceu a luta por nocaute técnico no segundo round.

## Carreira no Kickboxing
Ele teve cinco vitórias desde seu retorno ao kickboxing em 2014. Dessa vez ele derrotou o campeão letão Artem Mironcev em 16 de Agosto em Bournemouth, Inglaterra no Phoenix Fight Night 3. O árbitro interrompeu a luta no round 3 por nocaute técnico.

## Problemas com o peso
Daley teve uma história de não bater o peso em lutas, com a pesagem do BAMMA 7 sendo a sexta vez em 14 lutas que Daley não bateu o peso para a luta. Após a luta contra Diaz, ele prometeu que iria melhorar sua dieta para ajudá-lo a cortar o peso corretamente para futuras lutas. No entanto, Daley ainda não bateu o peso para sua luta no BAMMA 7.

## Vida Pessoal
Daley foi um membro do elenco do filme de 1987 Sammy and Rosie Get Laid.

## Títulos

### MMA
- Cage Rage Championships
  - Campeão Meio Médio Mundial do Cage Rage (Uma vez; Último)
  - Campeão Meio Médio Britânico do Cage Rage (Uma vez)

- Strikeforce
  - Nocaute do Ano de 2010 vs. Scott Smith em 4 de Dezembro

- Ultimate Fighting Championship
  - Nocaute da Noite (Uma vez)
  - Novato do Ano de 2009[53]

- FX3
  - Campeão Meio Médio do FX3 (Uma vez)

- Sherdog
  - All-Violence Third Team de 2010

### Kickboxing
- Campeão Meio Médio Mundial de Kickboxing do Contender Promotions de 2014
- Campeão Meio Médio Mundial de Muay Thai do King of The Ring de 2008
- Campeão Europeu de Muay Thai do King of The Ring

## Cartel no MMA
| Cartel no MMA   |             |             |
| 59 lutas        | 40 vitórias | 17 derrotas |
| Por nocaute     | 30          | 2           |
| Por finalização | 2           | 6           |
| Por decisão     | 8           | 9           |
| Empates         | 2           | 2           |

| Res.    | Cartel  | Oponente                 | Método                      | Evento                                | Data       | Round | Tempo | Local                     | Notas                                                                  |
| ------- | ------- | ------------------------ | --------------------------- | ------------------------------------- | ---------- | ----- | ----- | ------------------------- | ---------------------------------------------------------------------- |
| Derrota | 40-17-2 | Michael Page             | Decisão (unânime)           | Bellator 216: MVP vs. Daley           | 16/02/2019 | 5     | 5:00  | Uncasville, Connecticut   |                                                                        |
| Derrota | 40-16-2 | Jon Fitch                | Decisão (unânime)           | Bellator 199: Bader vs. King Mo       | 12/05/2018 | 3     | 5:00  | São José, California      |                                                                        |
| Vitória | 40-15-2 | Lorenz Larkin            | Nocaute (socos)             | Bellator 183: Henderson vs. Pitbull   | 23/09/2017 | 2     | 2:40  | San Jose, California      |                                                                        |
| Derrota | 39-15-2 | Rory MacDonald           | Finalização (mata leão)     | Bellator 179: MacDonald vs. Daley     | 19/05/2017 | 2     | 1:45  | Londres                   |                                                                        |
| Vitória | 39-14-2 | Brennan Ward             | KO (joelhada voadora)       | Bellator 170                          | 21/01/2017 | 1     | 2:27  | Inglewood, Califórnia     |                                                                        |
| Derrota | 38-14-2 | Douglas Lima             | Decisão (unânime)           | Bellator 158                          | 16/07/2016 | 3     | 5:00  | Londres                   |                                                                        |
| Vitória | 38-13-2 | Andy Uhrich              | KO (soco)                   | Bellator 148                          | 29/01/2016 | 1     | 2:00  | Fresno, Califórnia        |                                                                        |
| Vitória | 37-13-2 | Dennis Olson             | TKO (socos)                 | Bellator 140                          | 17/07/2015 | 2     | 1:12  | Uncasville, Connecticut   |                                                                        |
| Vitória | 36-13-2 | André Santos             | Decisão (unânime)           | Bellator 134                          | 27/02/2015 | 3     | 5:00  | Uncasville, Connecticut   |                                                                        |
| Vitória | 35-13-2 | Marinho Moreira da Rocha | TKO (soco no corpo)         | BAMMA 16: Daley vs. da Rocha          | 13/09/2014 | 2     | 3:40  | Manchester                |                                                                        |
| Vitória | 34-13-2 | Romario Manoel da Silva  | KO (soco)                   | BAMMA 14: Daley vs. da Silva          | 14/12/2013 | 2     | 1:42  | Birmingham                |                                                                        |
| Derrota | 33-13-2 | Alexander Yakovlev       | Decisão (unânime)           | Legend Fight Show 2                   | 08/11/2013 | 3     | 5:00  | Moscou                    |                                                                        |
| Vitória | 33-12-2 | Lukasz Chlewicki         | TKO (inter. médica)         | CWFC 57                               | 20/07/2013 | 1     | 5:00  | Liverpool                 |                                                                        |
| Vitória | 32-12-2 | Rodrigo Ribeiro          | KO (socos)                  | Dubai Fighting Championship 4         | 10/05/2013 | 2     | 1:03  | Dubai                     |                                                                        |
| Vitória | 31-12-2 | Patrick Vallee           | KO (joelhada voadora)       | Cage Contender 16: Daley vs. Vallee   | 23/02/2013 | 2     | 4:12  | Dublin                    |                                                                        |
| Vitória | 30-12-2 | Rudy Bears               | TKO (socos)                 | Bellator 72                           | 20/07/2012 | 1     | 2:45  | Tampa, Florida            |                                                                        |
| Derrota | 29-12-2 | Kazuo Misaki             | Decisão (dividida)          | Strikeforce: Tate vs. Rousey          | 03/03/2012 | 3     | 5:00  | Columbus, Ohio            |                                                                        |
| Vitória | 29-11-2 | Luigi Fioravanti         | Decisão (unânime)           | Ringside MMA 12: Daley vs. Fioravanti | 21/10/2011 | 3     | 5:00  | Montreal, Quebec          |                                                                        |
| Vitória | 28-11-2 | Jordan Radev             | Decisão (unânime)           | BAMMA 7                               | 10/09/2011 | 3     | 5:00  | Birmingham                | Peso Casado (176 lb).                                                  |
| Derrota | 27-11-2 | Tyron Woodley            | Decisão (unânime)           | Strikeforce: Fedor vs. Henderson      | 30/07/2011 | 3     | 5:00  | Hoffman Estates, Illinois |                                                                        |
| Derrota | 27-10-2 | Nick Diaz                | TKO (socos)                 | Strikeforce: Diaz vs. Daley           | 09/04/2011 | 1     | 4:57  | San Diego, California     | Pelo Cinturão Meio Médio do Strikeforce.                               |
| Vitória | 27-9-2  | Yuya Shirai              | KO (socos)                  | BAMMA 5                               | 26/02/2011 | 1     | 1:46  | Manchester                | Valeria pelo Título do BAMMA, Daley não bateu o peso.                  |
| Vitória | 26-9-2  | Scott Smith              | KO (soco)                   | Strikeforce: Henderson vs. Babalu II  | 04/12/2010 | 1     | 2:09  | St. Louis, Missouri       | Nocaute do Ano do Strikeforce.                                         |
| Vitória | 25-9-2  | Jorge Masvidal           | Decisão (unânime)           | Shark Fights 13                       | 11/09/2010 | 3     | 5:00  | Amarillo, Texas           | Peso Casado (171.75 lb).                                               |
| Vitória | 24-9-2  | Daniel Acacio            | Finalização (cotoveladas)   | Impact FC 2                           | 18/07/2010 | 3     | 1:15  | Sydney                    |                                                                        |
| Derrota | 23-9-2  | Josh Koscheck            | Decisão (unânime)           | UFC 113                               | 08/05/2010 | 3     | 5:00  | Montreal, Quebec          | Pela chance de disputar o título; Demitido por golpear após o sino.    |
| Vitória | 23-8-2  | Dustin Hazelett          | KO (socos)                  | UFC 108                               | 02/01/2010 | 1     | 2:24  | Las Vegas, Nevada         | Peso Casado (172lb); Nocaute da Noite.                                 |
| Vitória | 22-8-2  | Martin Kampmann          | TKO (socos)                 | UFC 103                               | 19/09/2009 | 1     | 2:31  | Dallas, Texas             |                                                                        |
| Vitória | 21-8-2  | Porfirio Alves Jr.       | KO (tiro de meta e socos)   | WFC 8: D-Day                          | 18/04/2009 | 1     | 2:29  | Ljubljana                 |                                                                        |
| Vitória | 20-8-2  | Aurelijus Kerpe          | KO (joelhada e socos)       | Ultimate Gladiators                   | 29/03/2009 | 1     | 1:35  | Nottingham                |                                                                        |
| Derrota | 19-8-2  | Nick Thompson            | Decisão (unânime)           | MFC 20                                | 20/02/2009 | 3     | 5:00  | Edmonton, Alberta         |                                                                        |
| Vitória | 19-7-2  | John Alessio             | KO (socos)                  | MFC 19                                | 05/12/2008 | 2     | 2:18  | Edmonton, Alberta         |                                                                        |
| Derrota | 18-7-2  | Jake Shields             | Finalização (armlock)       | EliteXC: Heat                         | 04/10/2008 | 2     | 3:47  | Sunrise, Florida          | Pelo Título Meio Médio do EliteXC.                                     |
| Vitória | 18-6-2  | Bojan Kosednar           | KO (soco)                   | Cage Warriors                         | 12/07/2008 | 1     | 4:53  | Nottingham                |                                                                        |
| Vitória | 17-6-2  | Sam Morgan               | KO (cotovelada)             | ShoXC 4                               | 25/01/2008 | 1     | 2:12  | Atlantic City, New Jersey |                                                                        |
| Vitória | 16-6-2  | Mark Weir                | KO (socos)                  | Cage Rage 23                          | 22/09/2007 | 2     | 2:14  | Londres                   | Defendeu o Título Meio Médio Britânico do Cage Rage; Ganhou o Mundial. |
| Vitória | 15-6-2  | Duane Ludwig             | KO (socos)                  | Strikeforce: Shamrock vs. Baroni      | 22/06/2007 | 2     | 0:42  | San Jose, California      |                                                                        |
| Vitória | 14-6-2  | Paul Jenkins             | Finalização (soco no corpo) | Cage Rage 21                          | 21/04/2007 | 2     | 0:41  | Nottingham                | Defendeu o Título Meio Médio Britânico do Cage Rage.                   |
| Vitória | 13-6-2  | Daniel Weichel           | KO (joelhada)               | FX3: Fight Night 4                    | 10/03/2007 | 1     | 2:53  | Londres                   | Ganhou o Título Meio Médio do FX3.                                     |
| Derrota | 12-6-2  | Luiz Azeredo             | Decisão (unânime)           | Cage Rage 19                          | 09/12/2006 | 3     | 5:00  | Londres                   |                                                                        |
| Vitória | 12-5-2  | Sol Gilbert              | KO (socos)                  | Cage Rage 18                          | 30/09/2006 | 2     | 2:59  | Londres                   | Defendeu o Título Meio Médio Britânico do Cage Rage.                   |
| Derrota | 11-5-2  | Satoru Kitaoka           | Finalização (guilhotina)    | Pancrase: Blow 6                      | 27/08/2006 | 1     | 2:54  | Yokohama                  |                                                                        |
| Vitória | 11-4-2  | Ross Mason               | Decisão (majoritária)       | Cage Rage 17                          | 01/07/2006 | 3     | 5:00  | Londres                   | Ganhou o Título Meio Médio Britânico do Cage Rage.                     |
| Vitória | 10-4-2  | Dave Strasser            | Decisão (unânime)           | Cage Rage 16                          | 22/04/2006 | 3     | 5:00  | Londres                   |                                                                        |
| Vitória | 9-4-2   | Blake Fredrickson        | Decisão (unânime)           | Genesis Fights: Brawl at the Mall 2   | 18/03/2006 | 2     | 2:00  | Auburn, Washington        |                                                                        |
| Derrota | 8-4-2   | Jean Silva               | TKO (inter. do córner)      | Cage Rage 15                          | 04/02/2006 | 2     | 4:40  | Londres                   |                                                                        |
| Vitória | 8-3-2   | Joey Van Wanrooij        | Decisão (unânime)           | Cage Rage 14                          | 03/12/2005 | 3     | 5:00  | Londres                   |                                                                        |
| Vitória | 7-3-2   | Peter Angerer            | KO (socos)                  | FX3: Battle of Britain                | 15/10/2005 | 1     | 3:28  | Londres                   |                                                                        |
| Derrota | 6-3-2   | Pat Healy                | Finalização (guilhotina)    | SF 11: Rumble at the Rose Garden      | 09/07/2005 | 2     | 3:15  | Portland, Oregon          |                                                                        |
| Vitória | 6-2-2   | Sami Berik               | KO (socos)                  | FX3: Xplosion                         | 18/06/2005 | 1     | 3:03  | Berkshire                 |                                                                        |
| Empate  | 5-2-2   | Paul Jenkins             | Empate                      | Cage Rage 11                          | 30/04/2005 | 3     | 5:00  | Londres                   | Pelo Título Meio Médio Britânico do Cage Rage.                         |
| Empate  | 5-2-1   | Abdul Mohamed            | Empate                      | Cage Warriors 9                       | 18/12/2005 | 5     | 5:00  | Sheffield                 | Pelo Título Meio Médio do Cage Warriors.                               |
| Vitória | 5-2     | Jess Liaudin             | TKO (inter. médica)         | Cage Warriors 9: Xtreme Xmas          | 27/11/2004 | 1     | 5:00  | Londres                   |                                                                        |
| Vitória | 4-2     | Paul Jenkins             | KO (socos)                  | Cage Warriors 8: Brutal Force         | 18/09/2004 | 2     | 2:56  | Sheffield                 |                                                                        |
| Vitória | 3-2     | Xavier Foupa-Pokam       | KO (soco)                   | Cage Warriors 7: Showdown             | 10/07/2004 | 1     | N/A   | Londres                   |                                                                        |
| Vitória | 2-2     | Lee Doski                | TKO (socos e cotoveladas)   | UKMMAC 6: Extreme Warriors            | 29/02/2004 | 1     | 0:41  | Essex                     |                                                                        |
| Derrota | 1-2     | James Nicholl            | Finalização (mata-leão)     | UKMMAC 5: Mean Intentions             | 02/11/2003 | 2     | 3:41  | Essex                     |                                                                        |
| Derrota | 1-1     | Florentim Amorim         | Finalização (mata-leão)     | CWFC 4: UK vs. France                 | 27/07/2003 | 1     | N/A   | Hampshire                 |                                                                        |
| Vitória | 1-0     | John Connelly            | KO (socos)                  | Extreme Brawl 3                       | 29/06/2003 | 1     | N/A   | Bracknell                 |                                                                        |